# Liste der Stolpersteine in Winnenden

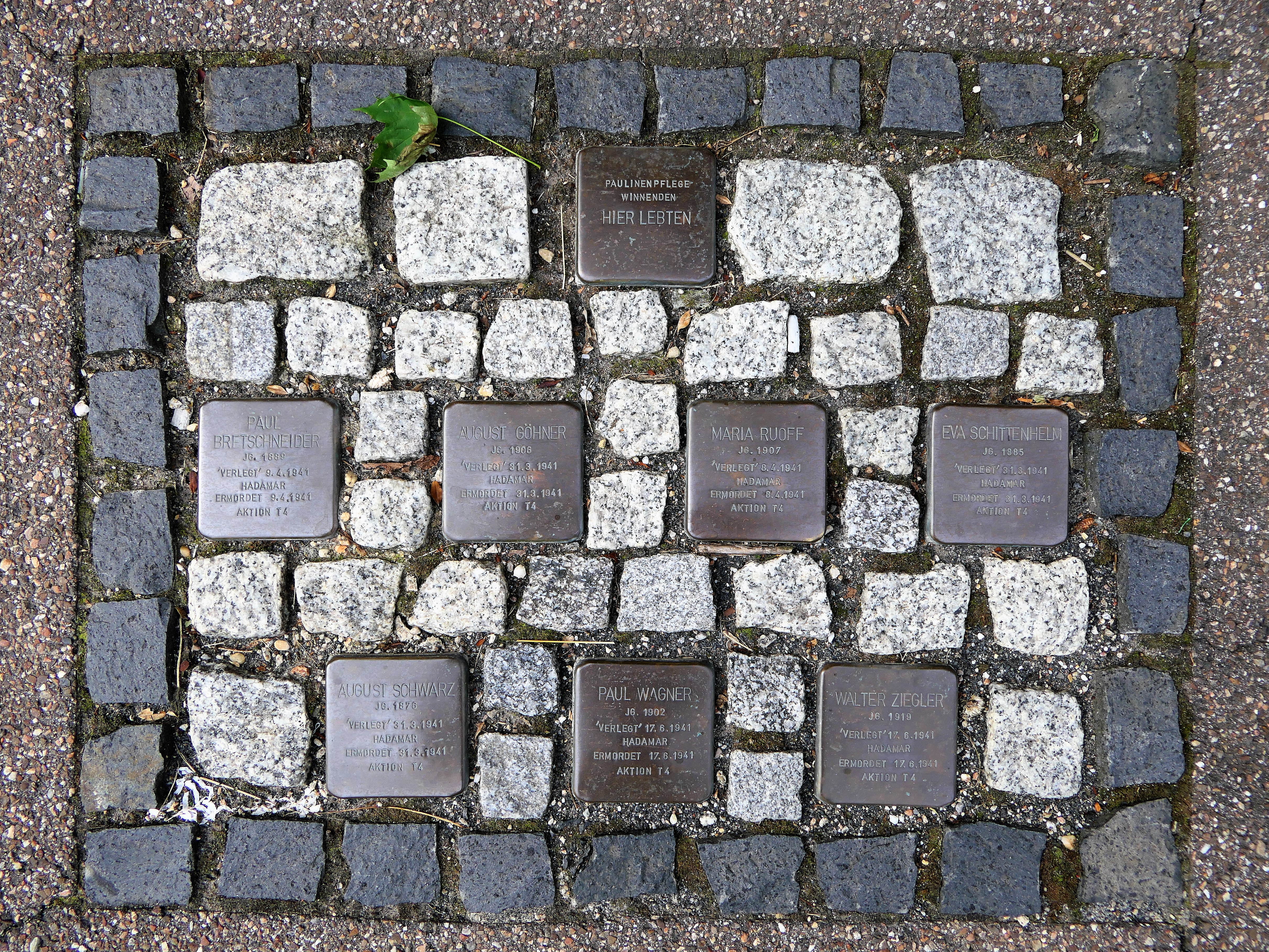
Stolpersteine an der Ringstraße 106

Die Liste der Stolpersteine in Winnenden führt die vom Künstler Gunter Demnig in der baden-württembergischen Stadt Winnenden verlegten Stolpersteine auf.
Mit diesen im Boden eingelassenen Gedenktafeln soll Opfern des Nationalsozialismus gedacht werden, die in Winnenden lebten und wirkten. Zwischen dem 19. Mai 2014 und 1. Juli 2019 wurden in Winnenden insgesamt neun Stolpersteine verlegt, davon zwei im Stadtteil Birkmannsweiler.

## Stolpersteine in Winnenden
In Winnenden wurden neun Stolpersteine an zwei Standorten verlegt. Die Tabelle ist teilweise sortierbar; die Grundsortierung erfolgt alphabetisch nach dem Familiennamen. Die Spalte Person, Inschrift wird nach dem Namen der Person alphabetisch sortiert.
| Stolperstein | Übersetzung                                                                                               | Standort                                            | Name, Leben |
| ------------ | --- | --------------------------------------------------- | --- |
|              | PAUL BRETSCHNEIDER JG. 1889 ‘VERLEGT’ 9.4.1941 HADAMAR ERMORDET 9.4.1941 AKTION T4                        | Ringstraße 106 (Heinrich-Bässler-Haus) Stolperstein | Paul Bretschneider wurde 1889 geboren. Die Historikerin Sabine Reustle erinnerte in ihrer Ansprache während der Verlegungszeremonie an die Sorgen seiner Mutter, die wusste, dass ihr 52-jähriger Sohn „sehr ängstlich wurde, wenn er in einer fremden Umgebung war“. Die Vorstellung, welche Ängste er in seinen letzten Tagen erlebt hatte, ließ sie nicht los. Paul Bretschneider wurde unter Vortäuschung eines Ausfluges am 9. April 1941 aus der Heilanstalt abtransportiert und noch am selben Tag in der Tötungsanstalt Hadamar vom NS-Regime ermordet. Er war ein Opfer der Aktion T4. |
|              | AUGUST GÖHNER JG. 1908 ‘VERLEGT’ 31.3.1941 HADAMAR ERMORDET 31.3.1941 AKTION T4                           | Ringstraße 106 (Heinrich-Bässler-Haus) Stolperstein | August Gohner Er war ein Opfer der Aktion T4. |
|              | HIER WOHNTE HERMANN GRÜNSPAN JG. 1905 DEPORTIERT 1941 RIGA ERMORDET                                       | Hauptstraße 103 (Birkmannsweiler) (Lage)            | Hermann Grünspan |
|              | HIER WOHNTE KARL CHRISTOPH KÖGEL JG. 1879 EINGEWIESEN 12.2.1943 HEILANSTALT ZWIEFALTEN ERMORDET 22.2.1943 | Giebelweg 5 (Birkmannsweiler) (Lage)                | Karl Christoph Kögel Er war ein Opfer der Aktion T4. |
|              | MARIA RUOFF JG. 1907 ‘VERLEGT’ 8.4.1941 HADAMAR ERMORDET 8.4.1941 AKTION T4                               | Ringstraße 106 (Heinrich-Bässler-Haus) Stolperstein | Maria Ruoff Sie war ein Opfer der Aktion T4. |
|              | EVA SCHITTENHELM JG. 1885 ‘VERLEGT’ 31.3.1941 HADAMAR ERMORDET 31.3.1941 AKTION T4                        | Ringstraße 106 (Heinrich-Bässler-Haus) Stolperstein | Eva Schittenhelm Sie war ein Opfer der Aktion T4. |
|              | AUGUST SCHWARZ JG. 1876 ‘VERLEGT’ 31.3.1941 HADAMAR ERMORDET 31.3.1941 AKTION T4                          | Ringstraße 106 (Heinrich-Bässler-Haus) Stolperstein | August Schwarz Er war ein Opfer der Aktion T4. |
|              | PAUL WAGNER JG. 1902 ‘VERLEGT’ 17.6.1941 HADAMAR ERMORDET 17.6.1941 AKTION T4                             | Ringstraße 106 (Heinrich-Bässler-Haus) Stolperstein | Paul Wagner Er war ein Opfer der Aktion T4. |
|              | WALTER ZIEGLER JG. 1919 ‘VERLEGT’ 17.6.1941 HADAMAR ERMORDET 17.6.1941 AKTION T4                          | Ringstraße 106 (Heinrich-Bässler-Haus) Stolperstein | Walter Ziegler Er war ein Opfer der Aktion T4. |

## Verlegedaten
- 19. Mai 2014: Ringstrasse 106
- 28. Oktober 2016: Hauptstraße 103 (Birkmannsweiler)
- 1. Juli 2019: Giebelweg 5